# Comuna Hîrtop, Cimișlia
Comuna Hîrtop este o comună din raionul Cimișlia, Republica Moldova. Este formată din satele Hîrtop (sat-reședință), Ialpug și Prisaca.

## Demografie
Conform datelor recensământului din 2014, comuna are o populație de 1.974 de locuitori. La recensământul din 2004 erau 2.439 de locuitori.

## Administrație și politică
Componența Consiliului local Hîrtop (11 consilieri), ales la 5 noiembrie 2023, este următoarea:
|  | Partid                               | Consilieri | Componență | Componență | Componență | Componență | Componență | Componență |
|  | ------------------------------------ | ---------- | ---------- | ---------- | ---------- | ---------- | ---------- | ---------- |
|  | Partidul Acțiune și Solidaritate     | 6          |            |            |            |            |            |            |
|  | Partidul Social Democrat European    | 4          |            |            |            |            |            |            |
|  | Candidat independent SERGIU MUNTEANU | 1          |            |            |            |            |            |            |